# Schlacht um Hernani
Die Schlacht um Hernani (auch: Theaterschlacht, französisch: bataille d’Hernani) war ein Theaterskandal am 25. Februar 1830 in Paris, der die Literatur- und Theatergeschichte prägte. Bei der Uraufführung von Victor Hugos Schauspiel Hernani auf der Bühne der Comédie-Française lieferten sich im Publikum Anhänger des klassischen Theaters mit den Unterstützern einer moderneren Form, die später Romantiker genannt wurden, eine lautstarke und teilweise körperliche Auseinandersetzung.

## Vorgeschichte

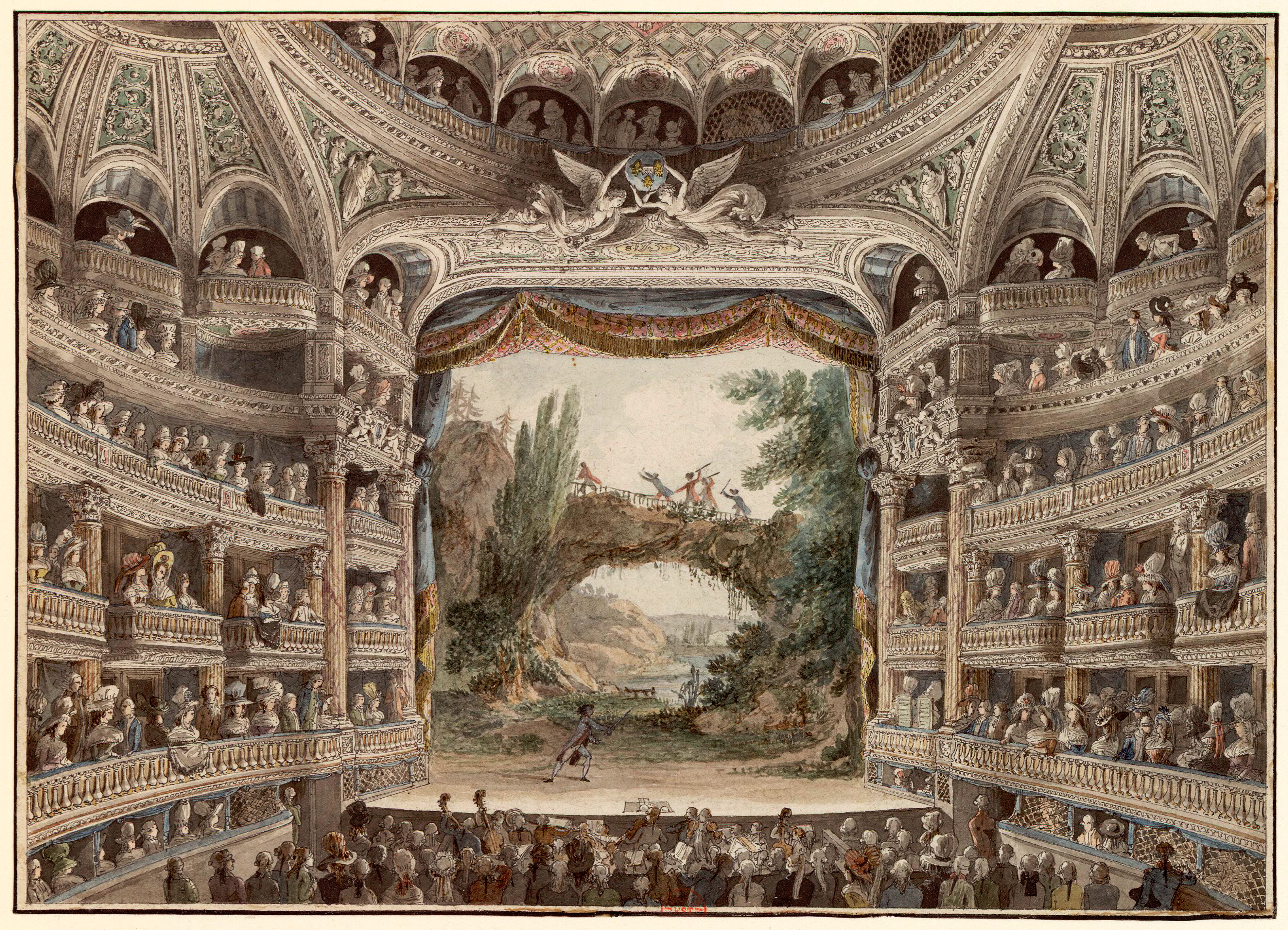
Comédie-Française, Innenansicht
Ende 18. Jahrhundert

Schauplatz war das altehrwürdige Théâtre-Français, die heutige Comédie-Française. Das Theater war ein Hort der klassischen Tradition. Doch zeichnete sich schon 1829 mit der Aufführung des historischen Dramas Heinrich der Dritte und sein Hof (Henri III et sa cour) von Alexandre Dumas etwas Neues ab. Victor Hugo konnte deshalb sein Stück auf dieser renommiertesten Bühne Frankreichs aufführen.
In Frankreich konzentrierten sich die Literaten seit Jahrhunderten in der Hauptstadt und bildeten dort eine Art kritische Masse für intellektuelle Auseinandersetzungen. Man konnte für einen Richtungswettstreit seine Hilfstruppen („Claque“) aus dem künstlerischen Bekanntenkreis rekrutieren. Revolten eines niederen Theatergenres gegen ein höheres hatten bereits Tradition, wie im Buffonistenstreit des 18. Jahrhunderts.
1827 hatte Hugo sein erstes Versdrama verfasst, Cromwell, dessen Vorwort, die berühmte Préface de Cromwell, zum Manifest des neuen romantischen Theaters und überhaupt der romantischen Schule geriet. Der Literat wurde so zur tonangebenden Person der Romantiker, die sich im von Charles Nodier initiierten Kreis Le Cénacle, einem literarischen Salon, einfanden.
Hugos 1829 zu Papier gebrachter Roman Le dernier jour d’un condamné à mort war ein Plädoyer gegen die Todesstrafe und eine versteckte Regimekritik. Er konnte sich damit erhöhter Aufmerksamkeit der Zensur sicher sein. 1829 verfasste er die melodramatischen historischen Stücke Marion Delorme, das vor der Aufführung als regimekritisch verboten wurde, und Hernani. In letzterem brach Victor Hugo als Vorreiter der französischen Romantik mit den Stilgesetzen der Klassiker, indem er virtuos Wortspiele und unregelmäßige Versmaße in den Text einfließen ließ.
Hernani wurde von seinem Verfasser als Prototyp des romantischen Dramas konzipiert. Dieses Werk eines jungen Autors, der sich schon einen Namen gemacht hatte, ignorierte die klassischen Regeln der drei Einheiten von Ort, Zeit und Handlung und verwandte einen am Theater völlig ungewohnten Wortschatz, der Lyrik, Triviales und Gemeinplätze bunt mischte.
Mit seinem Stück Hernani folgte Hugo seiner Überzeugung, die bürgerliche Zeit der postnapoleonischen Ära benötige einen eigenen künstlerischen Ausdruck. Er rüttelte an den Festen  der bis dahin im französischen Theater als sakrosankt angesehenen klassischen Regeln. Natur und Wahrheit gehörten für ihn in den Vordergrund – nicht nur Erhabenes, auch Groteskes sollte das Theater bieten. Inhaltlicher Schwerpunkt müssten die Konflikte der Gegenwart sein, verdeutlicht in beispielhaften Situationen vergangener Epochen. Für Kostüme und Dekorationen reiche es, wenn sie das Lokalkolorit träfen.
Als Sujet wählte Hugo den spanischen Königshof zur Zeit Karls V. Die Handlung dreht sich um die Liebe des jungen Hernani zu einer jungen Frau, die auch von ihrem Onkel und dem König begehrt wird. Die Akteure wühlen Gefühle in den Zuschauern auf, unterstützt von allerlei lauten Geräuscheffekten, denen abrupt stille Momente folgen. Den Schlussakt überlebt in diesem Drama von den prägenden Bühnengestalten nur der nun Kaiser gewordene Karl V.

## Aufführung

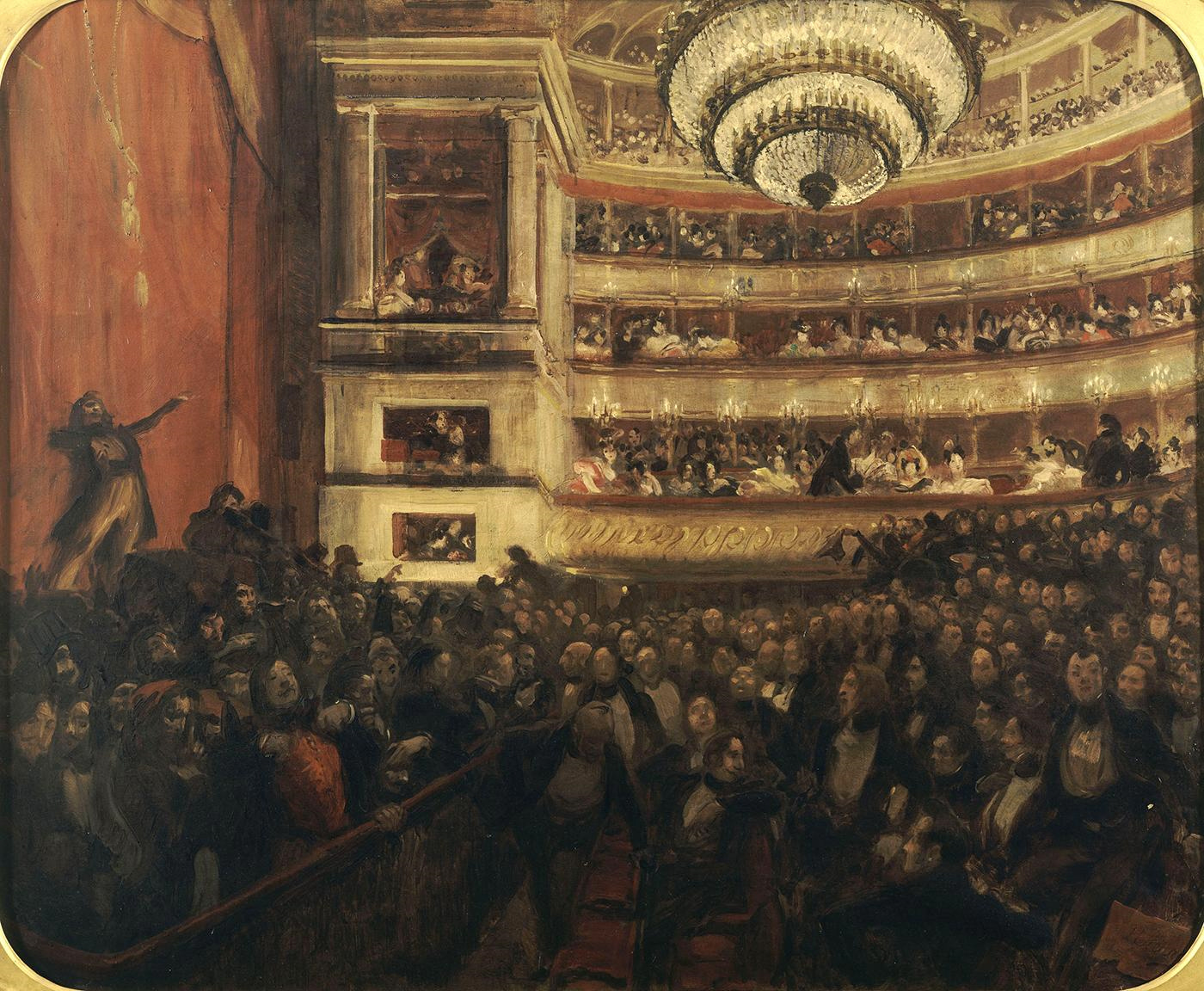
Albert Besnard: Die Premiere von Hernani, Gemälde von 1903, Maison Victor-Hugo, Paris

Hugo war bei der Einstudierung des Schauspiels oft anwesend, nahm noch Textänderungen vor und wirkte auf Darsteller ein. Vor der Premiere waren bereits Parodien und angebliche Textauszüge im Umlauf.  Die Presse kolportierte über das Stück. Den Mitgliedern des Literatenzirkels wiederum war der Stoff durch Lesungen im Kern vertraut.
Zur Uraufführung am 25. Februar fanden sich daher sowohl Anhänger des klassischen Regeltheaters wie auch der gesamte mobilisierte Freundeskreis des „Cénacle“ bei dem als prototypisch romantisch geplanten Stück ein. Alsbald schälten sich aus bürgerlichen Theaterbesuchern und der Bohème zwei Strömungen mit konträren Auffassungen zum Bühnengeschehen heraus.
Zu den Teilnehmern an der „Schlacht“ von Beifall und Buh-Rufen während der Aufführung zählten unter anderem Gérard de Nerval und Théophile Gautier. Gautier erschien an diesem Tag mit einem provozierenden, im Theater unziemlichen zinnoberroten Wams, dem legendär gewordenen gilet rouge. Er betätigte sich als einer der lautesten Claqueure im Publikum.
Auf der Bühne versuchten die Schauspieler, wie Mademoiselle Mars und Théodore Michelot mit ihren Kollegen, die Vorstellung trotz der wogenden „Schlacht“ im Publikum fortzusetzen, was die Wut im Saal nicht dämpfte. Die Darsteller hatten sich, nach dem Bruch Hugos mit den klassischen Regeln, einige Freiheiten in Sorge um ihren Ruf ausbedungen. Im Zuschauerraum beleidigte man sich während des wild geführten Meinungskampfes reichlich und es gab einige Zusammenstöße in der Menge.

## Folgen
Die französische Romantik etablierte sich als Gegenbewegung zum Rationalismus der Aufklärung. Die mit der Aufführung sich behauptende romantische Literatur beschäftigte sich weiterhin mit Problemen des Nicht-Rationalen, der Anthropologie, aber auch mit metaphysischen Überzeugungen, oder wie im Falle von Victor Hugos Nôtre-Dame de Paris mit historischer Fiktion, Fiktionalität und Wissensgeschichte.
Mit dem Tumult bei der Premiere war die „Schlacht um Hernani“ jedoch noch nicht endgültig ausgestanden. Die folgenden Aufführungen waren stets ausverkauft, die Meinungen meist gespalten. Der Theaterkrieg schlug die Besucher über viele Wochen in seinen Bann. Immer wieder tauchten Anhänger des klassischen Theaters als lärmende Provokateure im Théâtre Français auf.
Victor Hugos Hernani bildete den Grundstock für Giuseppe Verdis Oper Ernani, die im Jahr 1844 entstand.